# Мария Шотландская (графиня Булони)
Мария Шотландская (1082—1116) — младшая дочь короля Шотландии Малькольма III и Маргариты Шотландской. Принадлежала к Данкельдской династии. Жена Евстахия III, графа Булони и Ланса.

## Жизнь
В 1086 году родители отправили её и её сестру Матильду в Ромси. Их тётя по материнской линии, Кристина, была там аббатисой. Девочки провели юность в монастыре со своей тётей, где получили образование. До 1093 года они были отправлены в Уилтонское аббатство, где завершили своё образование. Матильда получила много предложений брака, однако отвечала на все отказом.
Наконец Матильда покинула монастырь в 1100 году и вышла замуж за короля Англии Генриха I. Брак вызвал вопросы, потому что не было ясно, были ли девочки пострижены в монахини. Мария же покинула аббатство на четыре года раньше сестры, в 1096 году. Матильда хотела, чтобы она тоже вышла замуж, поэтому Генрих I договорился о её браке с Евстахием III, графом Булони. У пары была дочь, Матильда, которая наследовала отцу как графиня Булони; позже она стала королевой Англии.
Мария умерла в 1116 году, за девять лет до своего мужа. Она была похоронена в монастыре Бермондси.